# Alan Conway
Alan Conway, né Eddie Alan Jablowsky en 1934 à Whitechapel (Londres) et mort le 5 décembre 1998, est célèbre pour s'être fait passer pour le réalisateur Stanley Kubrick. Les victimes de ces impostures étaient, entre autres, de jeunes acteurs à qui il faisait miroiter des rôles dans son prochain film.

## Biographie
À l'âge de 13 ans, il est arrêté pour vol, puis change son nom pour Alan Conn. Plus tard, il rencontre sa femme, et tous deux déménagent en Afrique du Sud, avant de retourner au Royaume-Uni où ils lancent une agence de voyages. Dans les années 1980, il quitte sa femme pour suivre son amant homosexuel, qui meurt peu de temps après du sida.
Les escroqueries de Conway eurent lieu au début des années 1990, alors que Kubrick vivait relativement reclus : ses films étaient très célèbres, mais son visage ne l'était pas.
Son véritable emploi était agent de tourisme.
Parmi les victimes de son imposture, on compte le critique de théâtre du New York Times Frank Rich, les actrices Julie Walters et Patricia Hayes, Sir Fergus Montgomery et le chanteur Joe Longthorne. En 1995, il suit une cure de désintoxication (alcool).
Son imposture a été révélée dans les colonnes du magazine Vanity Fair. Avant cela, son imposture avait été repérée à plusieurs reprises. Quand les avocats de Kubrick ont prévenu le vrai Kubrick de la supercherie, celui-ci aurait été fasciné par l'histoire de Conway. À la suite de son décès, il laisse à son fils une montagne de dettes contractées via les différents personas qu'il a créés.
L'histoire de Conway a été portée au cinéma par Brian W. Cook qui fut l'un des assistants réalisateurs de Kubrick, sous le titre Appelez-moi Kubrick (2005), avec John Malkovich dans le rôle d'Alan Conway.

## Vie privée
Alan conway avait un fils, Martin Conway. Ce dernier est recueilli par les services sociaux à l'âge de 16 ans pour le protéger des violences de son père.